# Acústico en la noche de barranco
Acústico en La Noche de Barranco es un disco en vivo de la banda de rock peruana Amén grabado en el 2004 en La Noche de Barranco.

## Lista de canciones
1. Bienvenido
2. Mujer diablo
3. Pan con mantequilla
4. Fumar el amor
5. Te quiero
6. Libre
7. Si sólo estás ahí
8. Por amor
9. Una canción por Dios
10. Paz
11. Milagros
12. El Chavo
13. Fin del tiempo
14. Decir adiós
15. Sé que tú no estás solo
16. Dosis

- Datos: Q5657179